# 파시냐노술트라시메노
파시냐노술트라시메노(이탈리아어: Passignano sul Trasimeno)는 이탈리아 움브리아주 페루자도에 있는 코무네다. 페루자에서 북서쪽으로 20km 거리에 위치해 있다.
파시냐노는 역사적인 이탈리아의 비행기 제조 공장 SAI 암브로시니가 있던 곳이었고 여전히 해당 기업 본사가 위치해 있으나 현재는 산업 중심지로서의 기능은 쇠퇴하였다.